# Billwiseïta
La billwiseïta és un mineral de la classe dels òxids. Rep el nom en honor de William Stewart Wise (Carson City, Nevada), professor de geologia emèrit de la Universitat de Califòrnia a Santa Barbara, Estats Units. Anomenat en reconeixement de la seva contribució a la mineralogia i la seva inspiració i tutoria dels estudiants de mineralogia a la UCSB.

## Característiques
La billwiseïta és un òxid de fórmula química Sb₅3+Nb₃WO18. Va ser aprovada com a espècie vàlida per l'Associació Mineralògica Internacional l'any 2010, i la primera publicació data del 2012. Cristal·litza en el sistema monoclínic. La seva duresa a l'escala de Mohs és 5.
L'exemplar que va servir per a determinar l'espècie, el que es coneix com a material tipus, es troba conservat a les col·leccions del departament d'història natural del Museu Reial d'Ontario, a Toronto, Canadà, amb el número de catàleg m55951.

## Formació i jaciments
Va ser descoberta a Stak Nala, als Monts Haramosh, dins el districte de Skardu, a Baltistan (Gilgit-Baltistan, Pakistan). Es tracta de l'únic indret de tot el planeta on ha estat descrita aquesta espècie mineral.